# Zrcadlení portu
Zrcadlení portu je metoda, kdy je provoz z jednoho či více fyzických portů síťového prvku (směrovače) zaslaný na jiný fyzický port onoho síťového prvku. Toto je běžně používáno pro síťové aplikace vyžadující sledování (monitorování) provozu jako jsou například systémy pro detekci průniku (intrusion detection system, IDS), pasivní síťové sondy nebo technologie pro monitorování uživatelů v reálném čase pro zajištění správy aplikačního výkonu. Zrcadlení portu, anglicky port mirroring, se v rámci zařízení firmy Cisco nazývá obecně jako analyzér přepínaného portu, zkráceně SPAN port (z anglického výrazu Switched Port Analyzer), popřípadě Remote Switched Port Analyzer (RSPAN). Ostatní výrobci tuto funkcionalitu nazývají jinými názvy, např. společnost 3Com to nazývá jako RAP (Roving Analysis Port) apod.

## Označení portu
Takto nastavený port se nazývá zrcadlený port (či anglicky mirror port), popřípadě SPAN port.

## Využití
Mirror port (SPAN port) je využíván především pro analýzu síťového provozu pomocí systémů na detekci průniku (intrusion detection system, IDS), popřípadě k diagnostice chyb v monitorované síti síťovými inženýry a správci (administrátory).

## Podpora
Ačkoliv se dříve jednalo o funkcionalitu podporovanou pouze těmi nejdražšími typy směrovačů, nyní je technologie relativně rozšířená a podporovaná i levnějšími typy směrovačů, například Netgear GS308E či také i levnější modely směrovačů lotyšské společnosti MikroTik.